# Макіївська сільська рада (Варвинський район)
Макі́ївська сільська́ ра́да — адміністративно-територіальна одиниця та орган місцевого самоврядування в Варвинському районі Чернігівської області. Адміністративний центр — село Макіївка.

## Загальні відомості
- Територія ради: 21,982 км²
- Населення ради: 237 осіб (станом на 2001 рік)

Макіївська сільська рада створена у 1991 році. Нинішня сільрада стала однією з 14-ти сільських рад Варвинського району і одна з п'ятьох, яка складається з одного населеного пункту — села Макіївка.

## Населені пункти
Сільській раді підпорядковані населені пункти:
- с. Макіївка

## Склад ради
Рада складалася з 12 депутатів та голови.
- Голова ради: Раєвський Микола Петрович
- Секретар ради: Соболевська Ганна Вікторівна

### Керівний склад попередніх скликань
| Прізвище, ім'я, по батькові | Основні відомості                                                         | Дата обрання | Дата звільнення |
| --------------------------- | ------------------------------------------------------------------------- | ------------ | --------------- |
| Раєвський Микола Петрович   | Сільський голова, 1962 року народження, освіта вища, член Народної партії | 26.03.2006   | 31.10.2010      |
| Раєвський Микола Петрович   | Сільський голова, 1962 року народження, освіта вища, безпартійний         | 31.10.2010   |                 |

Примітка: таблиця складена за даними сайту Верховної Ради України

### Депутати
За результатами місцевих виборів 2010 року депутатами ради стали:

#### За суб'єктами висування
| Суб'єкт висування            | Кількість обраних депутатів | %    |
| ---------------------------- | --------------------------- | ---- |
| Партія регіонів              | 7                           | 58,3 |
| Самовисування                | 2                           | 16,7 |
| Комуністична партія України  | 1                           | 8,3  |
| Народна партія               | 1                           | 8,3  |
| Соціалістична партія України | 1                           | 8,3  |

#### За округами
| № округу                     | Прізвище, ім'я, по батькові  | Дата визнання обраним | Освіта  | Партійна приналежність             | Відомості про обраного депутата                                              |
| ---------------------------- | ---------------------------- | --------------------- | ------- | ---------------------------------- | ---------------------------------------------------------------------------- |
| Комуністична партія України  |                              |                       |         |                                    |                                                                              |
| 1                            | Несен Олександра Павлівна    | 01.11.2010            | вища    | член Комуністичної партії України  | пенсіонер                                                                    |
| Народна Партія               |                              |                       |         |                                    |                                                                              |
| 3                            | Лазоренко Світлана Сергіївна | 01.11.2010            | середня | позапартійна                       | Макіївськасільська рада, бухгалтер                                           |
| Партія регіонів              |                              |                       |         |                                    |                                                                              |
| 2                            | Соболевська Ганна Вікторівна | 01.11.2010            | вища    | позапартійна                       | тимчасово не працює                                                          |
| 5                            | Корнієнко Надія Іванівна     | 01.11.2010            | середня | позапартійна                       | Макіївська сільська рада, касир                                              |
| 6                            | Клим Ольга Григорівна        | 01.11.2010            | вища    | позапартійна                       | Антонівська загальноосвітня школа I-III ст., вихователь                      |
| 7                            | Гудожнікова Юлія Анатоліївна | 01.11.2010            | середня | позапартійна                       | Макіївське поштове відділення, начальник                                     |
| 8                            | Ляшенко Надія Григорівна     | 01.11.2010            | середня | позапартійна                       | тимчасово не працює                                                          |
| 11                           | Ляшенко Лідія Григорівна     | 01.11.2010            | середня | позапартійна                       | приватне сільськогосподарське підприємство «Макіївське», комірник-реалізатор |
| 12                           | Сеневич Наталія Андріївна    | 01.11.2010            | середня | позапартійна                       | приватне сільськогосподарське підприємство «Макіївське», продавець           |
| Соціалістична партія України |                              |                       |         |                                    |                                                                              |
| 4                            | Компанієць Марія Андріївна   | 01.11.2010            | середня | член Соціалістичної партії України | пенсіонер                                                                    |
| Самовисування                |                              |                       |         |                                    |                                                                              |
| 9                            | Зоря Валентин Олександрович  | 01.11.2010            | вища    | позапартійний                      | пенсіонер                                                                    |
| 10                           | Маринченко Віра Семенівна    | 01.11.2010            | вища    | позапартійна                       | Макіївськасільська рада, секретар                                            |

## Населення
За переписом населення України 2001 року в селі мешкало 239 осіб.

### Мова
Розподіл населення за рідною мовою за даними перепису 2001 року:
| Мова       | Відсоток |
| ---------- | -------- |
| українська | 97,89 %  |
| російська  | 2,11 %   |